# داتا جنرال
داتا جنرال هي إحدى أوائل الشركات التي أنتجت الحواسيب الصغيرة في أواخر عقد 1960 كان ثلاثة من مؤسسيها الأربعة موظفين سابقين في شركة ديجيتال إكوبمينت (DEC).
كان أول منتجات الشركة داتا جنرال نوفا الذي أطلق في 1969 عبارة عن حاسوب صغير بمعمارية 16 بت، كان الهدف منه أن يكون أحسن أداءً وأقل تكلفة من نظيره من شركة DEC، الذي كان بمعمارية 12 بت. فقد كان نظام نوفا أقل تكلفة من نظيره PDP-8 وأسرع منه، ما وفّر قابلية توسّع سهلة، كونه أصغر، وأثبت أنه أكثر موثوقية في هذا المجال. أطلقت سلسلة محدّثة من أجهزة نوفا في أوائل السبعينيات أبقته في طليعة عالم الأجهزة المصغرة 16-بت.

## وصلات خارجية
- الموقع الرسمي، حوالي 1996
- SimuLogics ("مخصص للحفاظ على تاريخ وإرث داتا جنرال نوفا و إيكلبس و إم في وأجهزة الكمبيوتر المتوافقة")
- متحف حاسوب أصدقاء كارل (يحوي صفحات للعديد من أنظمة داتا جنرال)
- مجموعة خريجي دانا جنرال في الفيسبوك